# Dot Lake Village (Alaska)
Dot Lake Village es un lugar designado por el censo situado en el área censal de Southeast Fairbanks, Alaska  (Estados Unidos). Según el censo de 2010 tenía una población de 62 habitantes.

## Demografía
Según el censo de 2010, Dot Lake Village tenía una población en la que el 8,1% eran blancos, 0,0% afroamericanos, 82,3% amerindios, 0,0% asiáticos, 0,0% isleños del Pacífico, el 0,0% de otras razas, y el 9,7% pertenecían a dos o más razas. Del total de la población el 0,0% eran hispanos o latinos de cualquier raza.

## Localidades adyacentes
El siguiente diagrama muestra a las localidades más próximas a Dot Lake Village.